# Birkenfeld (Unterfranken)

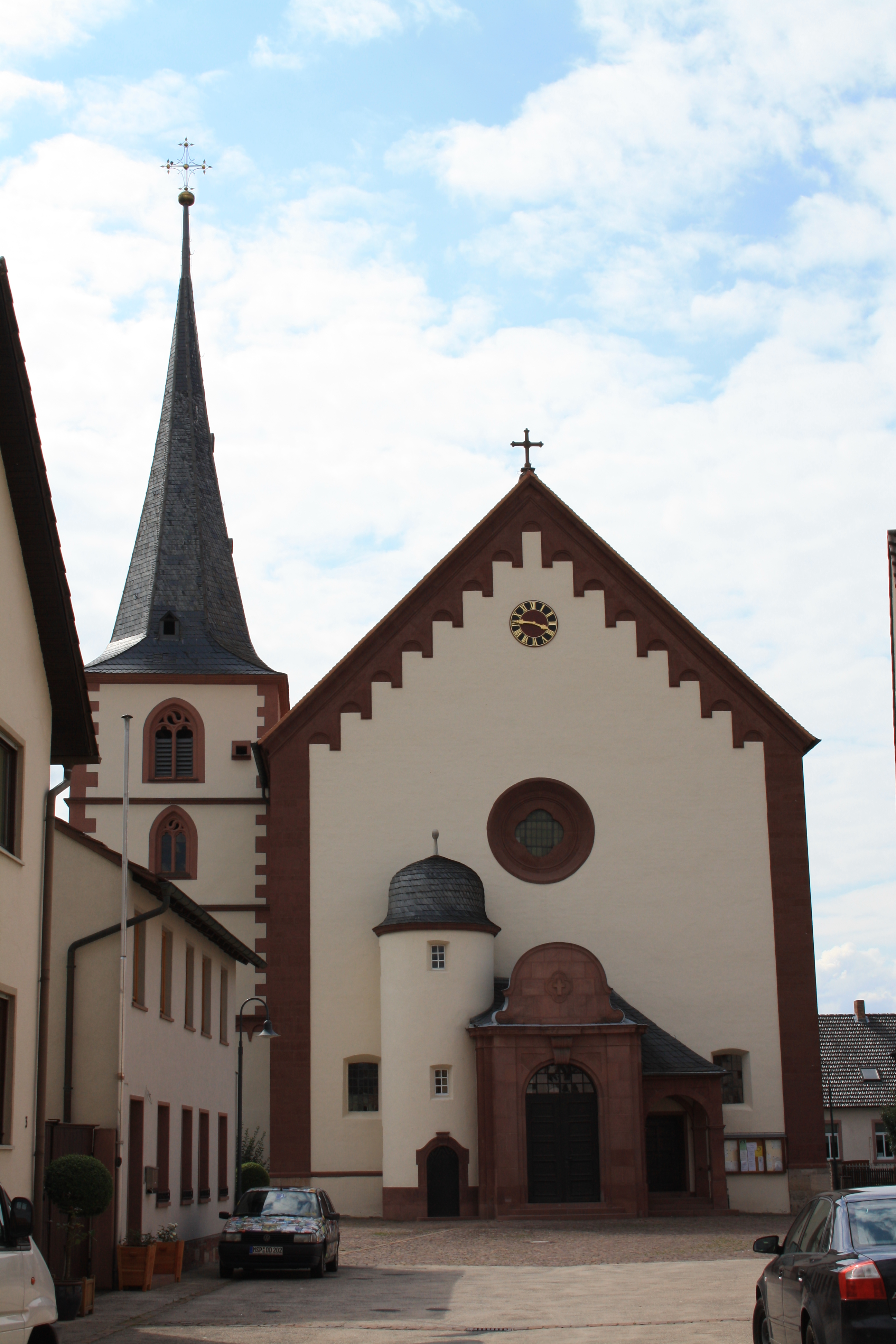
Katholische Pfarrkirche St. Valentin

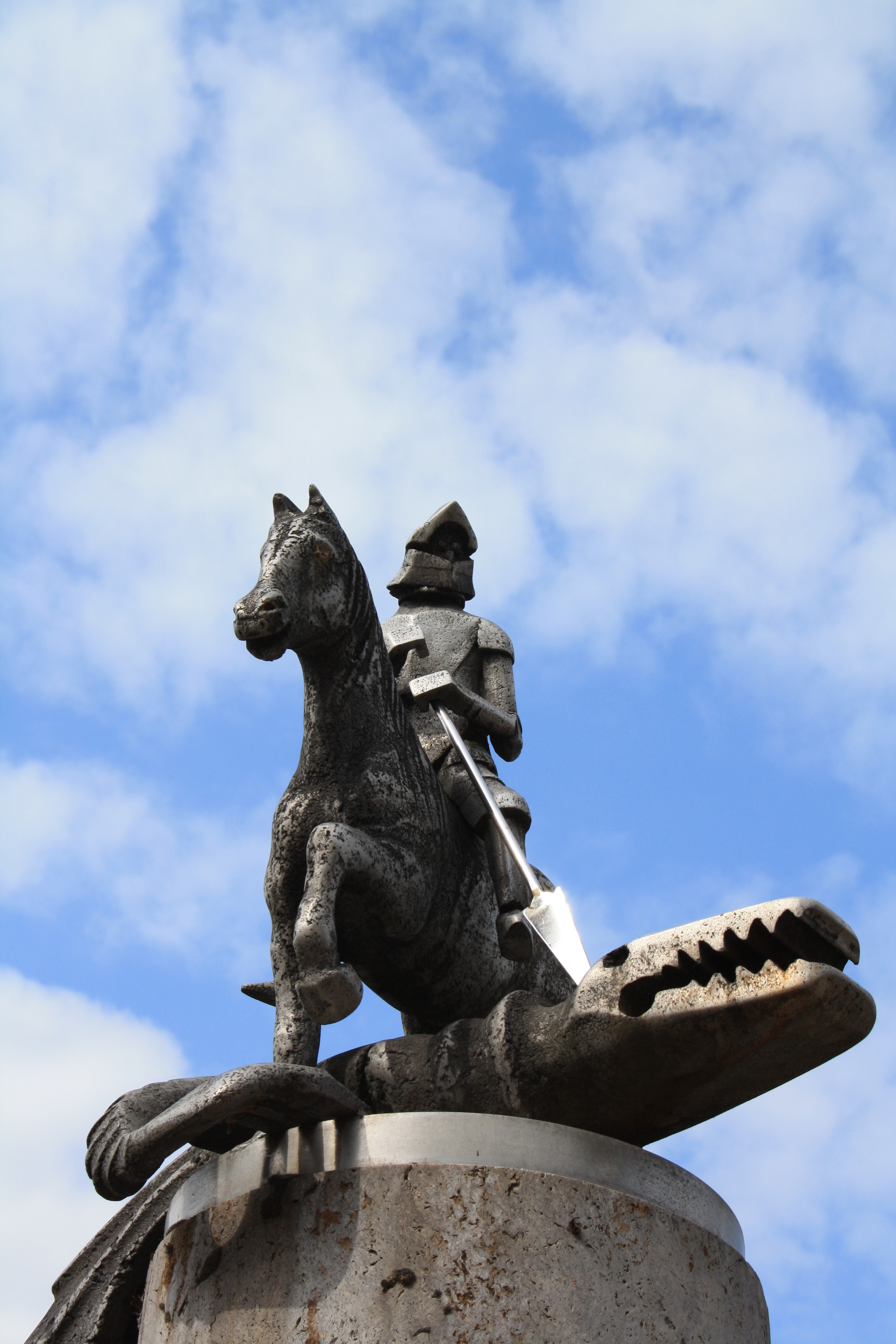
Darstellung des Ortspatrons St. Georg

Birkenfeld ist eine Gemeinde im unterfränkischen Landkreis Main-Spessart und ein Mitglied der Verwaltungsgemeinschaft Marktheidenfeld.

## Geographie
Die Gemeinde liegt auf der Fränkischen Platte.

### Gemeindegliederung
Birkenfeld hat drei Gemeindeteile (in Klammern ist der Siedlungstyp angegeben):
- Billingshausen (Pfarrdorf)
- Birkenfeld (Pfarrdorf)
  - Weidenmühle (Einöde)

Die Einöde Johannishof zählt zum Gemeindeteil Birkenfeld.
Es gibt die Gemarkungen Billingshausen und Birkenfeld.

### Nachbargemeinden
- Karbach
- Urspringen
- Zellingen
- Leinach
- Greußenheim
- Remlingen

## Name

### Etymologie
Der Ortsname besteht aus dem althochdeutschen Adjektiv birkîn (von der Birke) und dem Wort felt (Feld).

### Frühere Schreibweisen
Frühere Schreibweisen des Ortes aus diversen historischen Karten und Urkunden:
| - 788 „Pirchanafelt“ - 860 „Birchinafelde“ - 1164 „Birkenuelt“ - 1178 „Birchinuelt“ | - 1376 „Birkenfelt“ - 1418 „Birckenfeld“ - 1799 „Birkenfeld“ |

## Geschichte

### Bis zur Gemeindegründung
Aus der um 1600 v. Chr. beginnenden sogenannten Hügelgräberbronzezeit stammt ein 1897 von Karl Spiegel am Kärnersweg entdecktes Hügelgrab einer Frau mit bronzenen Beigaben. Für die Urnenfelderzeit (1200–750 v. Chr.) konnten Urnenfelderbestattungen in Birkenfeld nachgewiesen werden. Urkundlich nachgewiesen ist, dass schon im Jahre 788 ein „Pirchanafelt in pago Waldsasse“ bestand. Es wurde im Zusammenhang mit der umfangreichen Mattonenschenkung aus dem Waldsassengau an die Reichsabtei Fulda des Grafen Matto und dessen Bruder Mengingoz erwähnt. Die Reichsabtei Fulda unter Abt Sturmi(us) erhielt demnach zwei Teile im Dorf Pirchanafelt geschenkt. Der Mattone Mengingaud war von Anfang 754 bis Januar 769 Bischof von Würzburg, danach bis zu seinem Tode am 26. September 783 Abt im Kloster Neustadt. Den Mattonenbesitz in Birkenfeld vermachten 788 seine Verwandten dem Kloster Fulda. Während der Zeit der Stammesherzogtümer lag der Ort im Herzogtum Franken.
Neben dem Grafen von Rieneck (bis zum Jahre 1337) und dem Hochstift Würzburg hatte das Prämonstratenser-Kloster Oberzell und seit 1164 auch das Hochstift Naumburg in Gemeinschaft mit dem Hochstift Würzburg Grundbesitz, Gefälle, Zehnten und Wildbannrechte. Die weltlichen Grundherren waren die Schecken von Homburg 1199, die Herren von Westernburg vor 1342 und seit 1348 die Herren von Witzstadt (Der Edelknecht Cuntz von Witzstadt, verheiratet mit Agnes „Nese“ von Erthal, hatte im Jahr 1380 auch Besitz in Unterleinach). Rechte und Güter besaßen von alters her die Vögte von Rieneck und die Grafen von Wertheim. Urkundlich werden auch die Rüden von Kollenberg und zu Beginn des 16. Jahrhunderts die Familien Steigerwald, Loos und von Kottwitz genannt. Genannt sind auch die Würzburger Stifte Neumünster, Agnetenkloster und Himmelspforten sowie das Kloster Schönau bei Gemünden um 1320, Sankt Burkardus in Würzburg und das Kloster Bronnbach an der Tauber.
Im Zuge der Verwaltungsreformen in Bayern entstand mit dem Gemeindeedikt von 1818 die heutige Gemeinde.

### Eingemeindungen
Im Zuge der Gebietsreform in Bayern wurde am 1. Mai 1978 die Gemeinde Billingshausen eingegliedert.

### Einwohnerentwicklung
Im Zeitraum 1988 bis 2018 stieg die Einwohnerzahl von 1977 auf 2166 um 189 Einwohner bzw. um 9,55 %.
| Jahr      | 1830 | 1875 | 1905 | 1919 | 1933 | 1939 | 1946 | 1952 | 1960 | 1961 | 1970 | 1985 | 1991 | 1995 |
| --------- | ---- | ---- | ---- | ---- | ---- | ---- | ---- | ---- | ---- | ---- | ---- | ---- | ---- | ---- |
| Einwohner | 1393 | 1652 | 1586 | 1748 | 1642 | 1563 | 2319 | 2061 | 1810 | 1833 | 1862 | 1925 | 2031 | 2067 |
|           |      |      |      |      |      |      |      |      |      |      |      |      |      |      |
| Jahr      | 2000 | 2005 | 2010 | 2015 | 2018 | 2020 |      |      |      |      |      |      |      |      |
| Einwohner | 2127 | 2160 | 2104 | 2121 | 2166 | 2180 |      |      |      |      |      |      |      |      |

## Politik

### Bürgermeister
Bürgermeister ist seit dem 1. Mai 2014 Achim Müller (Freie Wählergemeinschaft); er wurde am 15. März 2020 mit 97,4 % der Stimmen ohne Gegenkandidaten wieder gewählt.

### Gemeinderat
Der Rat der Gemeinde Birkenfeld setzt sich aus 14 Mitgliedern zusammen, die seit der Gemeinderatswahl 2020 folgende Sitzverteilung haben:
| Partei/Liste             | %    | Sitze |
| ------------------------ | ---- | ----- |
| Freie Wählergemeinschaft | 64,3 | 9     |
| CSU                      | 18,6 | 3     |
| SPD                      | 17,1 | 2     |

### Wappen
| Wappen von | Blasonierung: „In Rot auf golden gezäumtem, silbernen Ross der silbern gerüstete Heilige Georg, der eine goldene Lanze dem golden bewehrten silbernen Lindwurm in den Kopf stößt; im rechten Obereck schwebend ein goldenes Birkenblatt.“ |
| Wappen von | |

## Wirtschaft und Infrastruktur

### Wirtschaft einschließlich Land- und Forstwirtschaft
Es gab im Jahr 2020 nach der amtlichen Statistik im Bereich der Land- und Forstwirtschaft keine, im produzierenden Gewerbe 111 und im Bereich Handel und Verkehr zwölf sozialversicherungspflichtig Beschäftigte am Arbeitsort. In sonstigen Wirtschaftsbereichen waren am Arbeitsort 47 Personen sozialversicherungspflichtig beschäftigt. Sozialversicherungspflichtig Beschäftigte am Wohnort gab es insgesamt 996. Im verarbeitenden Gewerbe gab es einen Betrieb, im Bauhauptgewerbe vier Betriebe. Zudem bestanden im Jahr 2016 22 landwirtschaftliche Betriebe mit einer landwirtschaftlich genutzten Fläche von 1717 ha, davon waren 1614 ha Ackerfläche und 94 ha Dauergrünfläche.

### Bildung
Es gibt folgende Einrichtungen (Stand: 2021):
- Kindergärten: 90 Regelplätze und 45 Kleinkindplätze im Kindergarten St. Josef (Eine Erweiterung der Anlage erfolgte im Jahr 2018/2019 für 2,25 Millionen Euro.)
- Schulen: Schulgebäude für drei Klassen (Volksschulverband Karbach-Birkenfeld)

## Persönlichkeiten
- Karl Spiegel (1863–1920), Lehrer unter anderem in Birkenfeld, wo er 1897 ein Hügelgrab entdeckte und öffnete
- Alfons Klühspies (1899–1975), Maler, geboren in Birkenfeld